# Nealcidion bruchi
Nealcidion bruchi es una especie de escarabajo longicornio del género Nealcidion, tribu Acanthocinini, subfamilia Lamiinae. Fue descrita científicamente por Melzer en 1935.

## Descripción
Mide 7 milímetros de longitud.

## Distribución
Se distribuye por Argentina.